# Paramount News Issue No. 37
Paramount News Issue No. 37 ist ein US-amerikanischer Dokumentar-Kurzfilm, der 1947 für den Oscar in dieser Sparte nominiert war.

## Inhalt
Dem Film vorangestellt sind die Worte: „For twenty years, Paramount News has brought to you the film report of your times … and for our birthday we bring to you Highlights from two decades of history you saw happen!“ (deutsch: Paramount News bringt Ihnen seit zwanzig Jahren Reportagen der Zeit … und zu unserem Geburtstag bringen wir Ihre Highlights aus zwei Jahrzehnten Geschichte, die sich in dieser Zeitspanne ereignet haben!)
Paramount News Issue No. 37 vermittelt einen Überblick von der ersten Ausgabe 1927 bis zur No. 37 im Jahr 1947 unter dem Motto „Augen und Ohren der Welt“ zu sein. Es wird auf die verschiedenen Ausgaben verwiesen, die sich bei besonders wichtigen Ereignissen auch schon einmal bevorzugt dieser Nachricht widmeten, so beispielsweise Charles Lindbergh und seinem Nonstopflug von New York nach Paris 1927 und der Entführung seines Sohnes 1932, dem Erdbeben in Long Beach 1933, Adolf Hitlers Amtsantritt 1933, der Bombardierung Pearl Harbors 1941 oder der Amtseinführung von Franklin D. Roosevelt während seiner dritten Amtszeit 1941 und 1945 dessen Tod.
Die Ausgabe No. 37 blickt zurück auf den Streik des Stahlherstellers Republic Steel in Chicago, der im Mai 1937 zu einem Massaker führte, bei dem zehn Arbeiter von der Chicagoer Polizei durch Schusswaffengebrauch getötet wurden. Des Weiteren wird die Katastrophe des Zeppelin LZ 129 „Hindenburg“ 1937 in Lakehurst thematisiert. Deutschlands Überfall auf Polen 1939 mit der Auslösung des Zweiten Weltkriegs ist ebenso Thema des Films wie der D-Day am 6. Juni 1944.

## Produktion

### Produktionsnotizen
Der Film wurde von Paramount Pictures zum 20. Jahrestag der „Paramount News“-Ausgabe erstellt, die 1927 erstmals erschienen war. Paramount-Mogul Adolph Zukor produzierte Paramount News und trat im Laufe der Jahre in vielen seiner Wochenschauen selbst auf. Paramount News standen unter dem Motto, sie seien „die Augen und die Ohren der Welt“. Begleitet wurde die Schlussszene, in der ein Kameramann eine große 35-mm-Filmkamera in Richtung der Zuschauer drehte, von einem von Elsie Janis komponierten Musiktitel mit dem Namen Paramount On Parade.
Paramount News Issue No. 37 erschien in den USA auch unter den alternativen Titeln:
- Paramount News Issue #37 (Twentieth Anniversary Issue! 1927…1947)
- Two Decades with the Eyes and Ears of the World
- Two Decades of History You SAW Happen!

### Auszeichnung
- Oscarnominierung 1947

Paramount Pictures war 1947 mit dem Film in der Kategorie „Bester Dokumentar-Kurzfilm“ für einen Oscar nominiert, der jedoch an den Film Seeds of Destiny ging, der im Auftrag des amerikanischen Kriegsministeriums gedreht worden war.